# Landhaus Bregenz

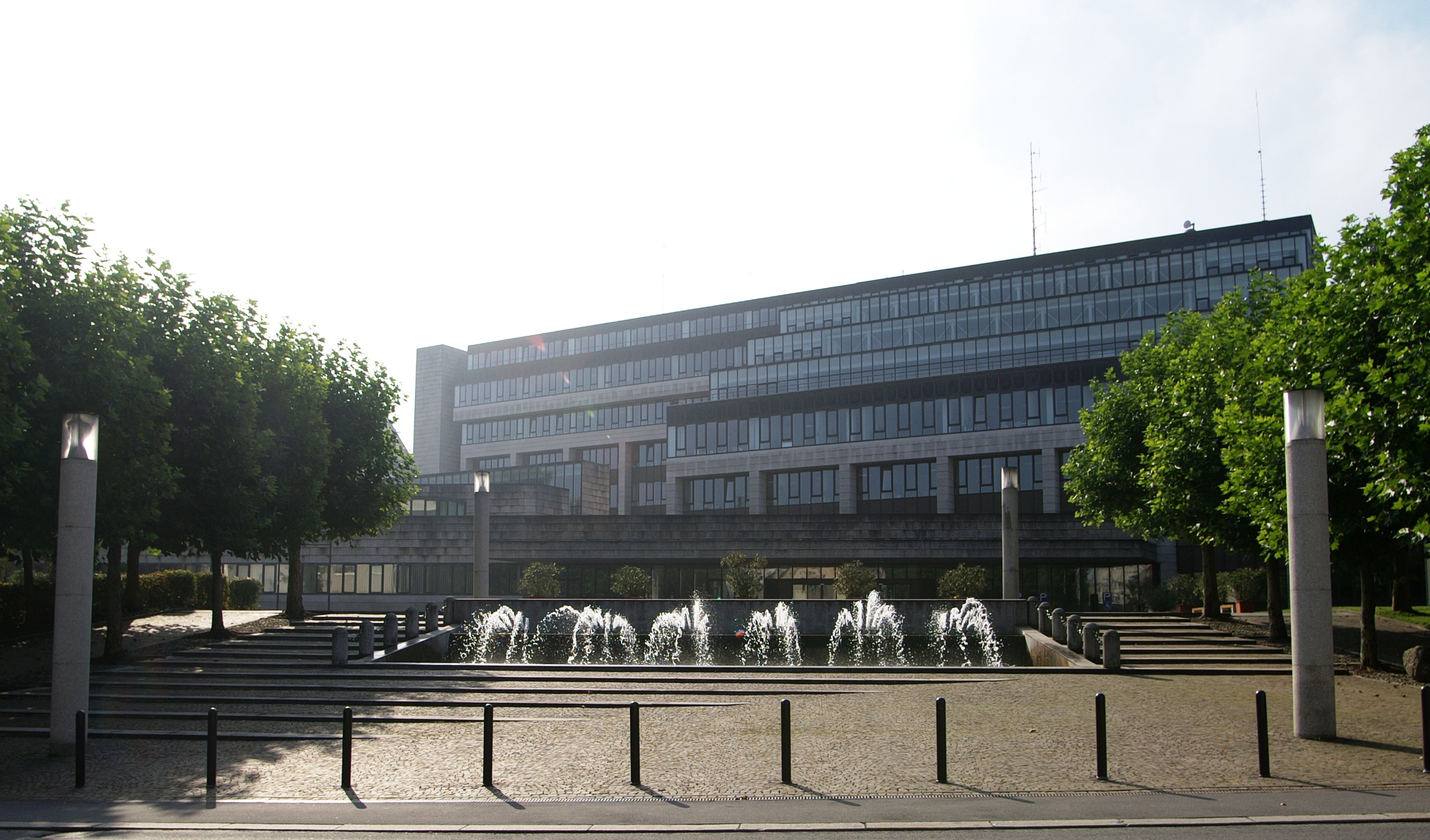
Ansicht des Landhauses von der Römerstraße aus

Das Landhaus Bregenz ist der Sitz des Vorarlberger Landtags und der Vorarlberger Landesregierung in der Vorarlberger Landeshauptstadt Bregenz. Die Landtagsadministration, die Büros der Landesräte und des Landeshauptmanns sowie zahlreiche Abteilungen der Landesverwaltung befinden sich ebenso in dem Gebäudekomplex an der Römerstraße wie die Sitzungsräumlichkeiten des Landtags und der politischen Fraktionen im Landtag.

## Geschichte

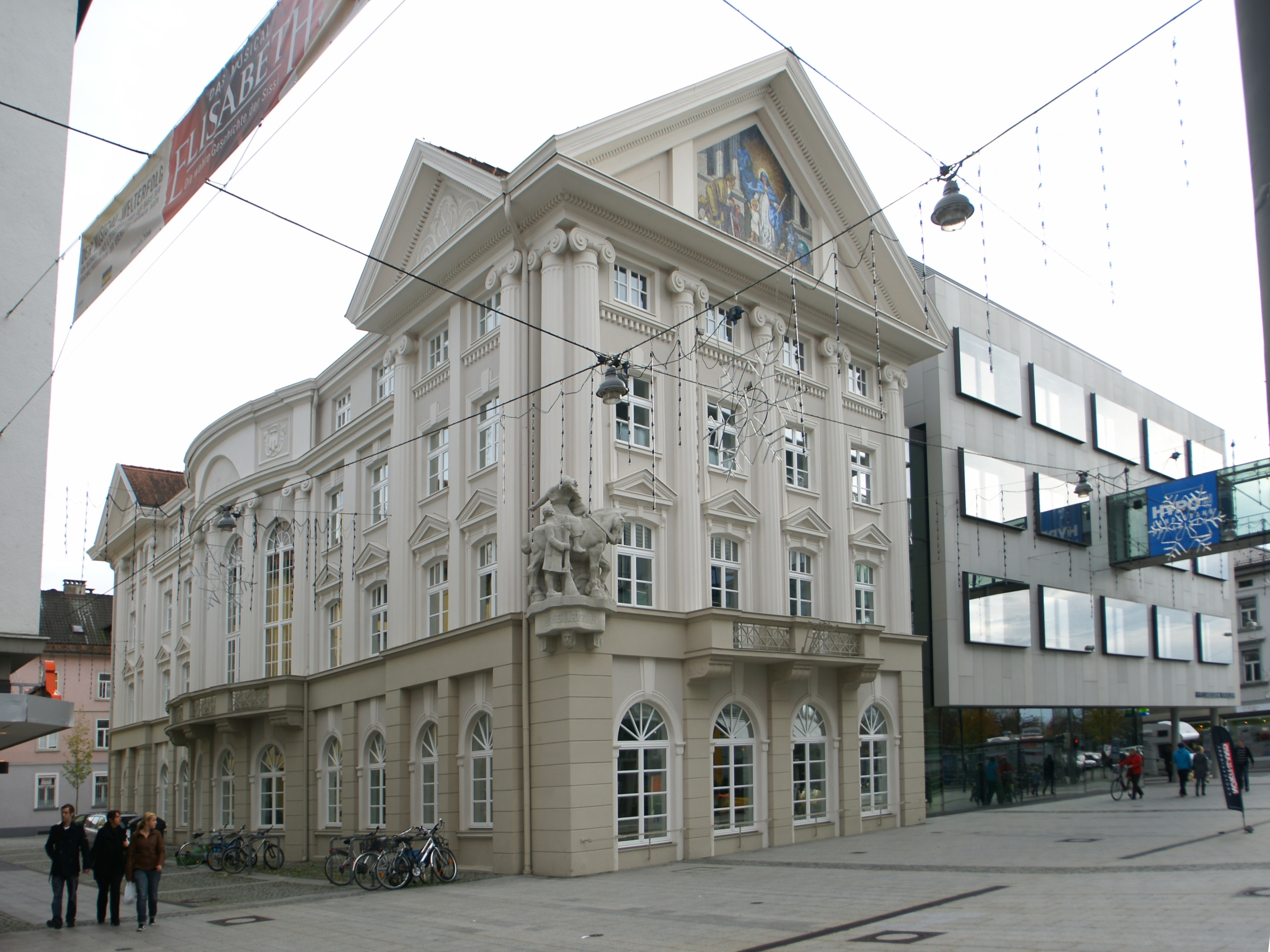
Das alte Landhaus in der Jahnstraße

Bereits im Jahr 1930 wurden von der damaligen Landesregierung unter Landeshauptmann Otto Ender wesentliche Teile der Liegenschaft an der Bregenzer Römerstraße aus Privatbesitz erworben. Der Grundstückspreis lag zu dieser Zeit bei umgerechnet etwa 15 Euro pro Quadratmeter. Schon zu dieser Zeit war klar, dass das erworbene Grundstück als Baugrundstück für einen zukünftigen Regierungssitz dienen könnte. Der Vorarlberger Landtag tagte – mit einer kurzen Unterbrechung direkt nach dem Zweiten Weltkrieg – bis zur Errichtung des neuen Landhauses im heutigen Hauptgebäude der Hypo Vorarlberg Bank in der Jahnstraße in der Bregenzer Innenstadt.
Erst im März 1970 fällte die Landesregierung die Entscheidung zur Errichtung eines neuen Landhauses. Dies wurde deshalb notwendig, da die Amtsstellen der Vorarlberger Landesverwaltung aus Platznot zwischenzeitlich in zwölf verschiedenen Gebäuden im gesamten Bregenzer Stadtgebiet eingemietet worden waren, was nicht nur administrativ umständlich, sondern auch wegen der hohen Mietkosten sehr teuer war. In weiterer Folge wurde ein Architektenwettbewerb zur Errichtung eines kombinierten Amts- und Landtagsgebäudes auf dem vorhandenen Grundstück ausgeschrieben. Im Oktober 1973 fiel das abgehaltene Preisgericht noch ernüchternd aus: Es wurde kein erster Platz vergeben, den beiden zweitplatzierten Architekten wurde eine Überarbeitung ihrer Projekte empfohlen. Erst 1975 konnte schließlich der überarbeitete Entwurf der Arbeitsgemeinschaft der planenden Architekten unter Führung von Wilhelm Holzbauer in Wien genehmigt werden.
Die Ausführung der Bauarbeiten wurde ohne vorherige Ausschreibung an das Planungsbüro von Karl-Werner Rüsch vergeben, der kurz darauf in die Landesregierung eintrat. Mit den Bauarbeiten wurde im Frühjahr 1976 im Rahmen von Bodenuntersuchungen begonnen. Bis zum Sommer 1977 wurde die Sicherung der Baugrube, der Erdabtrag und das Ausheben der Baugrube abgeschlossen, sodass ab Spätherbst 1977 die eigentlichen Bauarbeiten beginnen konnten. Schließlich konnte im August 1979 die Firstfeier begangen werden und im August 1981 der eigentliche Umzug in das neue Gebäude beginnen. Die gesamte Errichtung kostete umgerechnet etwa 33 Millionen Euro, die Einrichtung und zu bezahlende Honorare beliefen sich auf etwa 7 Millionen Euro, womit sich Gesamtkosten von ca. 40 Millionen Euro für das neue Landhaus ergaben.
Im Jahr 1991 wurde für die Abteilungen Gebarungskontrolle und Sport & Gesundheit ein weiterer Anbau errichtet. Seit dem Jahr 2014 wird das in die Jahre gekommene Gebäude schrittweise einer Sanierung unterzogen.

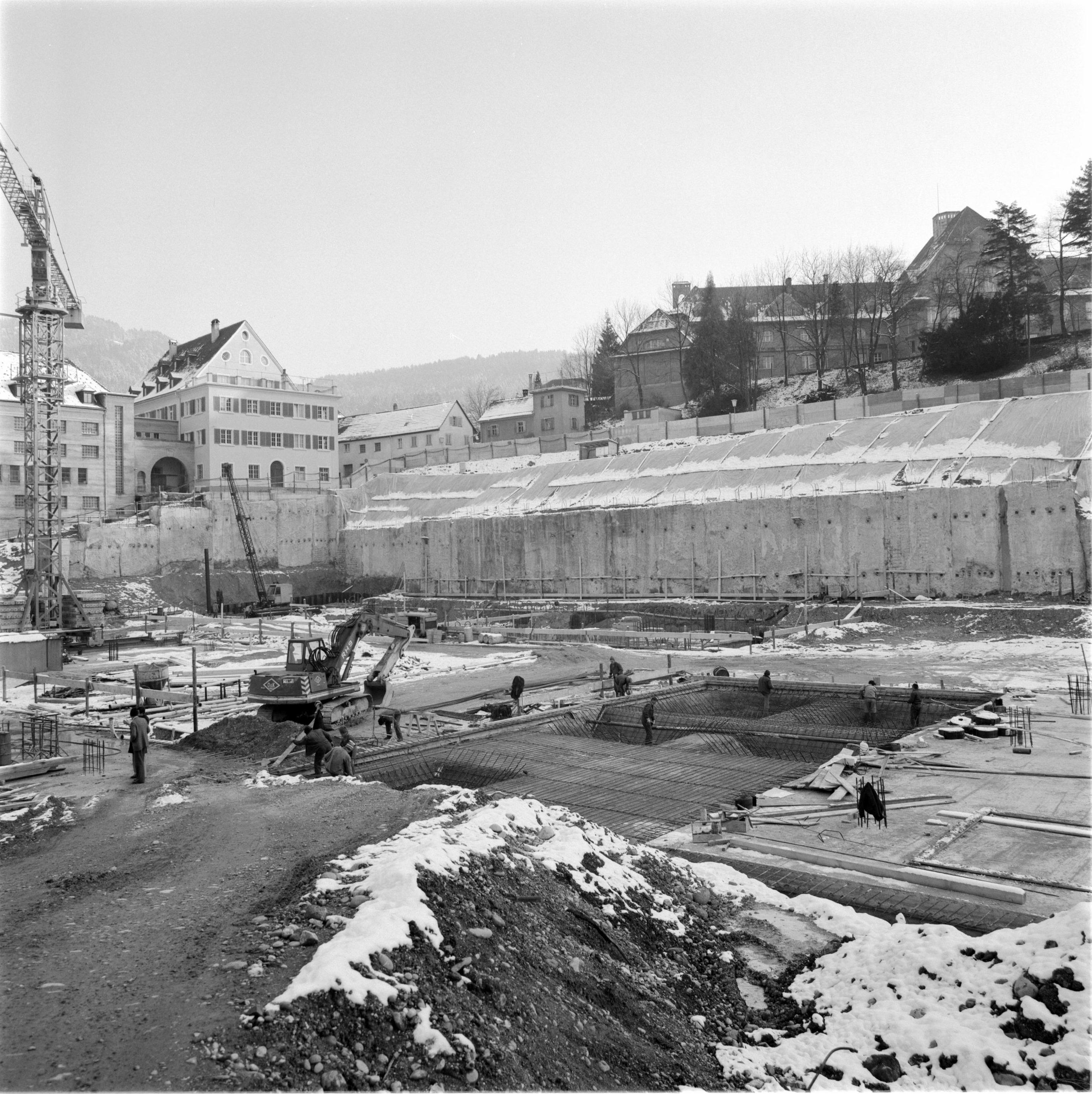
Baustelle im Jahr 1977
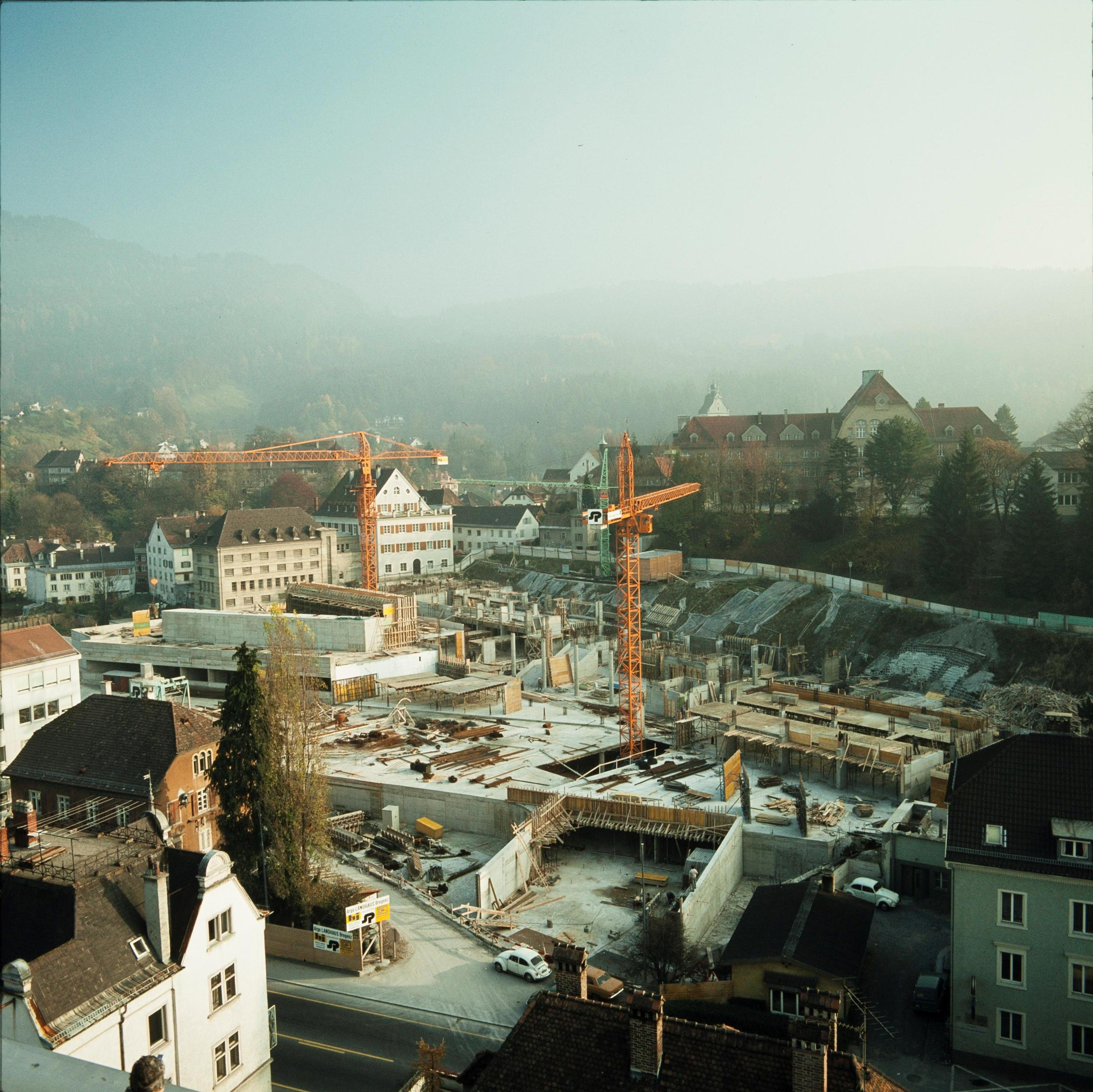
Baustelle im Jahr 1978
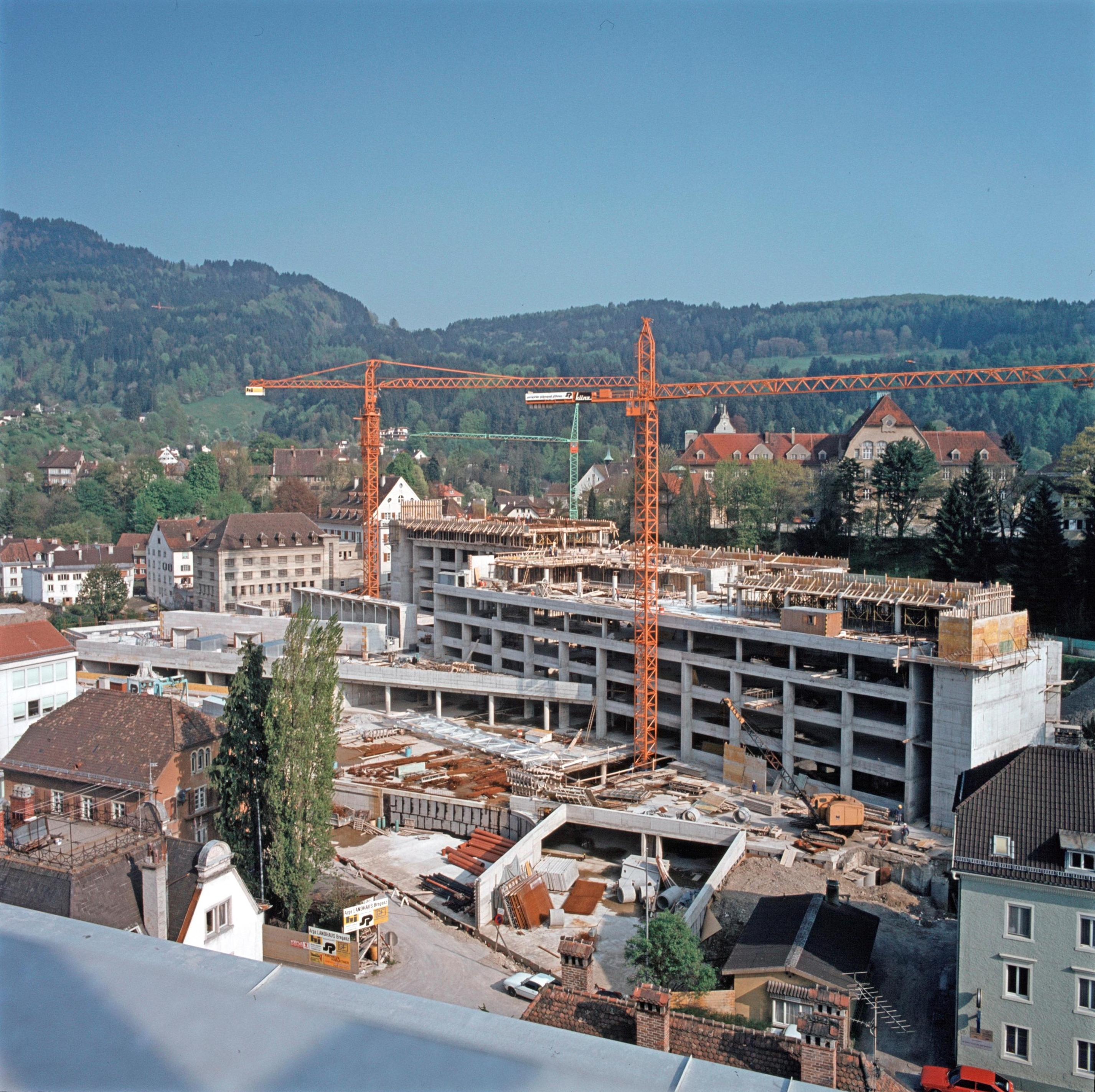
Baustelle im Jahr 1979

## Architektur

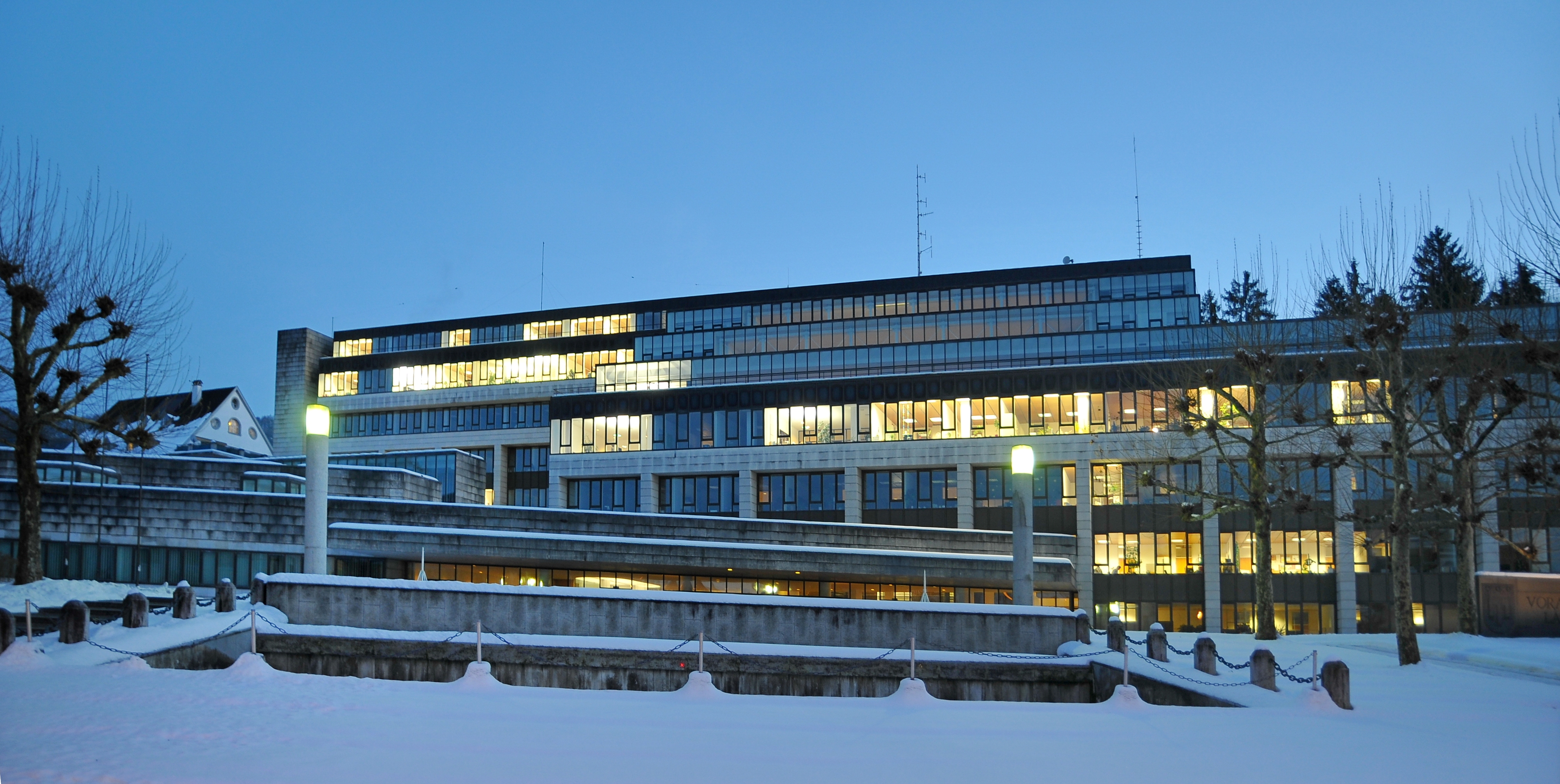
Ansicht des Landhauses in der Abenddämmerung

In den Jahren 1977 bis 1981 wurde das Gebäude nach Plänen des österreichischen Architekten Wilhelm Holzbauer errichtet. Es handelt sich dabei um einen Stahl-Beton-Bau mit zentralem Kern, an den zwei Seitenflügel und der Landtagstrakt angebaut wurden. Das gesamte Gebäude befindet sich in Hanglage und wurde deshalb gestaffelt ausgeführt, um die Höhenentwicklung im Rahmen zu halten.

## Funktion
Das Bregenzer Landhaus dient – anders als andere Landhäuser in Österreich – in einer Doppelfunktion als Sitz der Landesregierung und des Landtags. Baulich zwar miteinander verbunden aber organisatorisch getrennt existieren daher zwei hauptsächliche Baukörper, nämlich das Amtsgebäude, in dem die Landesregierung und der Verwaltungsapparat ihre Büroräumlichkeiten haben, und der Landtagstrakt, in dem sich die Verwaltung und die Sitzungssäle des Landtags befinden.
Unterhalb des Gebäudes befinden sich zwei Tiefgaragen für Besucher und Mitarbeiter, ein Luftschutzraum für alle im Haus arbeitenden Bediensteten sowie eine voll funktionsfähige Kommandozentrale der Landesregierung, die für etwa zehn Personen ausgelegt und mit Küche, Sanitäreinrichtungen, fernmeldetechnischen Einrichtungen und eigener Wasser- und Stromversorgung ausgestattet ist.

### Amtsgebäude
Das neue Landhaus ersetzte ab August 1981 die zuvor über zwölf Gebäude im gesamten Bregenzer Stadtgebiet verteilten Gebäudeteile der Vorarlberger Landesverwaltung. Ein großer Teil der Verwaltungsabteilungen des Landes Vorarlberg sind heute direkt im Landhaus untergebracht, nur wenige Teile wurden aus Platzmangel zwischenzeitlich wieder ausgelagert. Im Erdgeschoß sowie den sieben Obergeschoßen des Amtsgebäudes stehen heute rund 11.400 Quadratmeter Bürofläche zur Verfügung, die auf mehr als 300 Büros aufgeteilt sind.

### Landtagstrakt
Der Landtagstrakt besteht neben dem Landtagssaal noch aus zahlreichen kleineren Sitzungsräumen, in denen beispielsweise die nicht-öffentlichen Ausschusssitzungen oder Besprechungen der Landtagsfraktionen abgehalten werden können. Außerdem gibt es die Büroräumlichkeiten der Landtagskanzlei sowie ein Landtagsbuffet. Als Repräsentationssaal des Landes dient der Montfortsaal im Landtagstrakt, der mit einer Darstellung der Berg-, Gletscher- und Flusswelt Vorarlbergs des Künstlers Hubert Berchtold und der Auskleidung mit Carrara-Marmor besonders reich geschmückt ist.

#### Landtagssaal

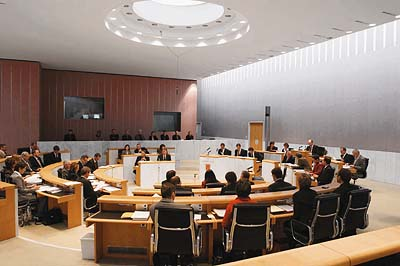
Sitzungssaal des Vorarlberger Landtags

Der größte Sitzungssaal des Landhauses ist der Landtagssaal, in welchem alle Sitzungen des Vorarlberger Landtags abgehalten werden. Dieser Plenarsaal ist entsprechend den politischen Verhältnissen der 1970er-Jahre in Vorarlberg für drei Fraktionen ausgelegt, wobei diese nicht erweitert werden können. Dies führt dazu, dass bei aktuell fünf Fraktionen im Landtag diese die Sitze fraktionsübergreifend in allen drei Sektoren besetzen.
Die Sitzordnung ist in einem Kreis um das zentrale Rednerpult herum errichtet, wobei die Sitzreihen leicht ansteigend sind. Den höchsten Platz in diesem Kreis nimmt stets der direkt hinter dem Redner sitzende Landtagspräsident ein, ihm zur rechten Seite sitzen jeweils seine beiden Vizepräsidenten, zu seiner Linken sitzen mit der Landtagsdirektorin und dem Landesamtsdirektor die einzigen beiden Nicht-Politiker, die an allen Sitzungen des Landtags teilnehmen dürfen. Vor dem Landtagspräsidium können die Mitglieder der Landesregierung auf der Regierungsbank Platz nehmen. Die Pulte im Landtagssaal sind aus hellem Holz und Marmor aus Laas ausgeführt.